# Aglossorrhyncha biflora
Aglossorrhyncha biflora är en orkidéart som beskrevs av Johannes Jacobus Smith. Aglossorrhyncha biflora ingår i släktet Aglossorrhyncha och familjen orkidéer. Inga underarter finns listade i Catalogue of Life.